# ألفارو غاسبار بينتو
ألفارو غاسبار بينتو (27 فبراير 1912 بأويرس في البرتغال - 27 فبراير 1969) هو لاعب كرة قدم برتغالي في مركز الدفاع. شارك مع منتخب البرتغال لكرة القدم. أما مع النوادي، فقد لعب مع أتليتيكو كلوب دي برتغال ونادي بنفيكا ونادي بيلينينسش.

## وصلات خارجية
- ألفارو غاسبار بينتو على موقع قاعدة بيانات كرة القدم.إي يو (الإنجليزية)
- ألفارو غاسبار بينتو على موقع عالم كرة القدم.نت (الإنجليزية)